# Șintereag, Bistrița-Năsăud
Șintereag (în dialectul săsesc Simkroang, în germană Simkragen, Siebenkragen, în maghiară Somkerék) este satul de reședință al comunei cu același nume din județul Bistrița-Năsăud, Transilvania, România.

## Istorie
- Prima atestare documentară datează din anul 1325 sub numele de Somkerek.
- În 1410 Regele Sigismund de Luxemburg a îngăduit construirea unei abați pe moșia satului.
- Somkereki Istvánt încearcă sa devina voievod al Transilvaniei în 1463
- Domeniul feudal a aparținut familiei de nobili maghiară Somkereki-Erdély pana în 1514, după care a fost împărțită intre familiile Bethlen și Kornis.
- Pana în 1661 satul era locuit în unanimitate doar de maghiari, însă a fost distrus aproape în întregime datorita Invaziilor Tătare, abația arzând, iar mulți locuitorii fiind luați captivi. Cu toate acestea, satul a fost reconstruit până în 1664
- În 1848 groful Kornis Gábor a instalat 21 de gărzi înarmate pentru apărarea satului în perioada revoluției. Józef Bem a trecut și prin Șintereag în iunie .
- În 1910 satul era populat majoritar de maghiari, la care se adăugase o mică populație românească.
- Populația românească a crescut mult în perioada comunistă datorită sediului armatei române ce s-a deschis la Șintereag.

## Demografie
Componența etnică a satului Șintereag (1941)
     Maghiari (57,95%)
     Români (42,05%)
Componența etnică a satului Șintereag (2002)
     Români (72,58%)
     Maghiari (27,08%)
     Altă etnie (0,33%)
- Conform recensământului din 1941 populația satului Șintereag era de 1082 de locuitori, dintre care 455 români și 627 maghiari.
- Conform recensământului din 2011 populația satului Șintereag era de 901 de locuitori, dintre care 654 români, 244 maghiari, 2 ucrainieni și 1 țigan.

## Personalități
Demeter Béla, jurnalist și politician maghiar.

## Galerie de imagini

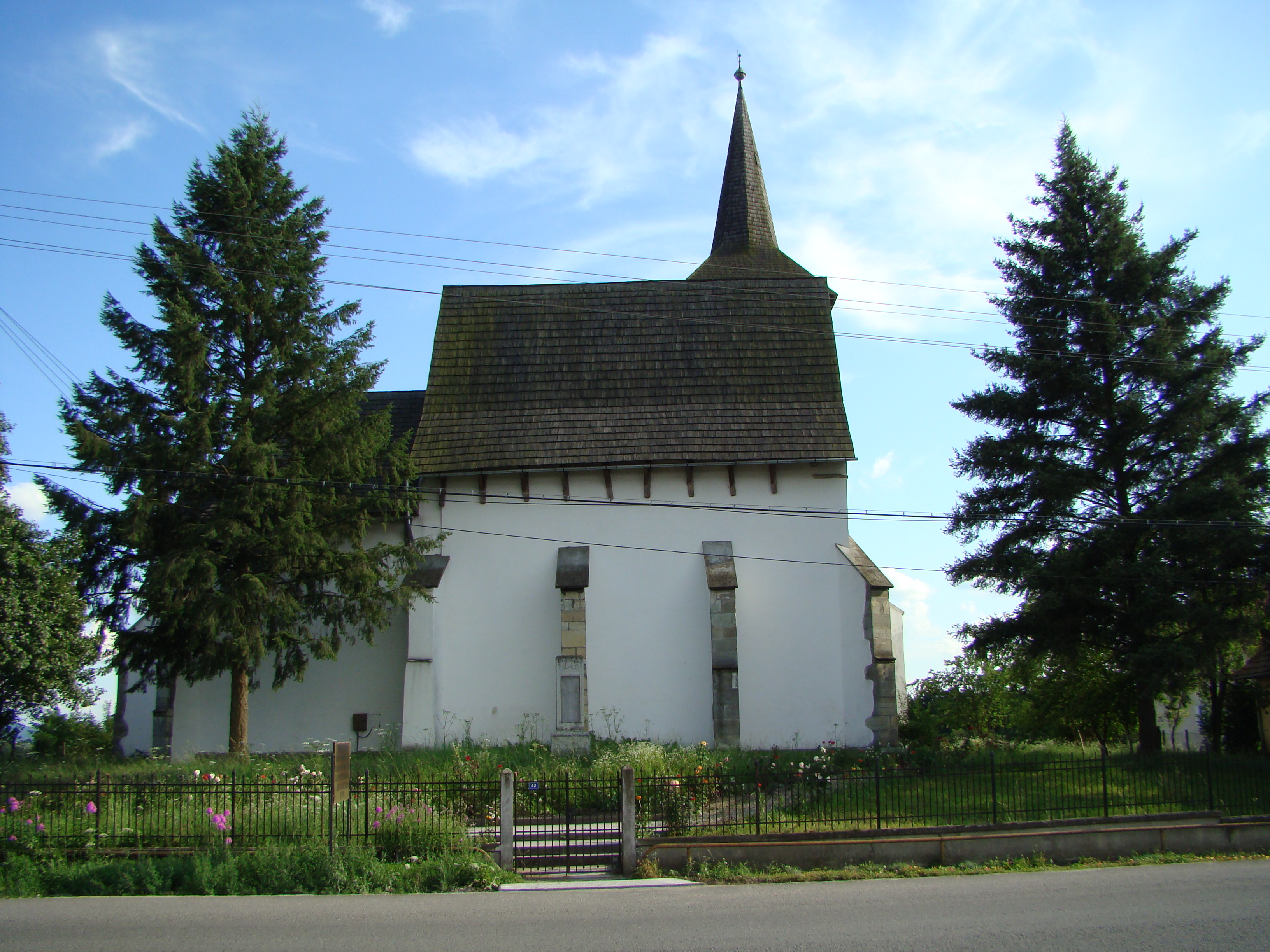
Biserica reformată din Şintereag, sec.XIV (monument istoric)
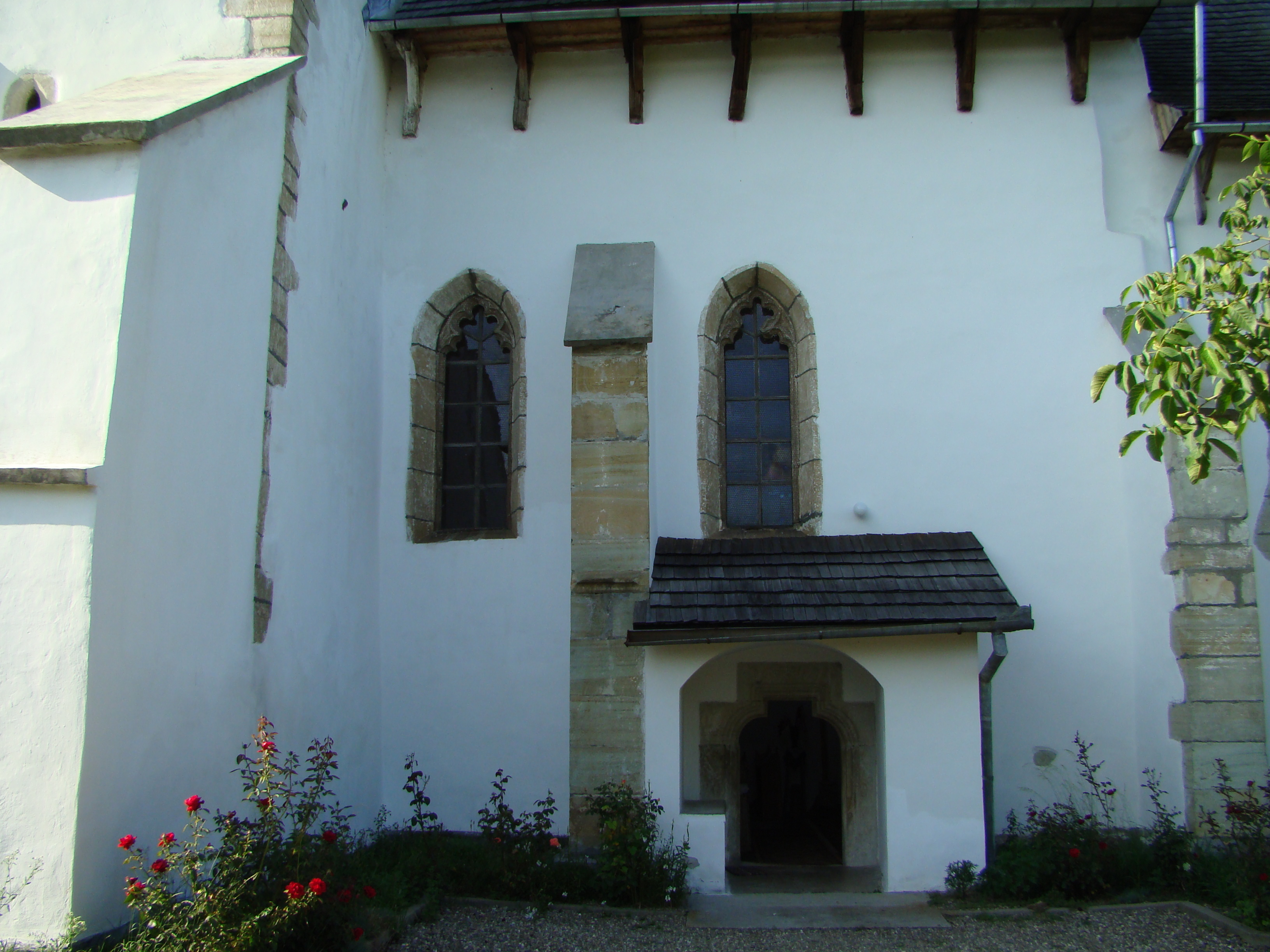
Biserica reformată din Şintereag, sec.XIV
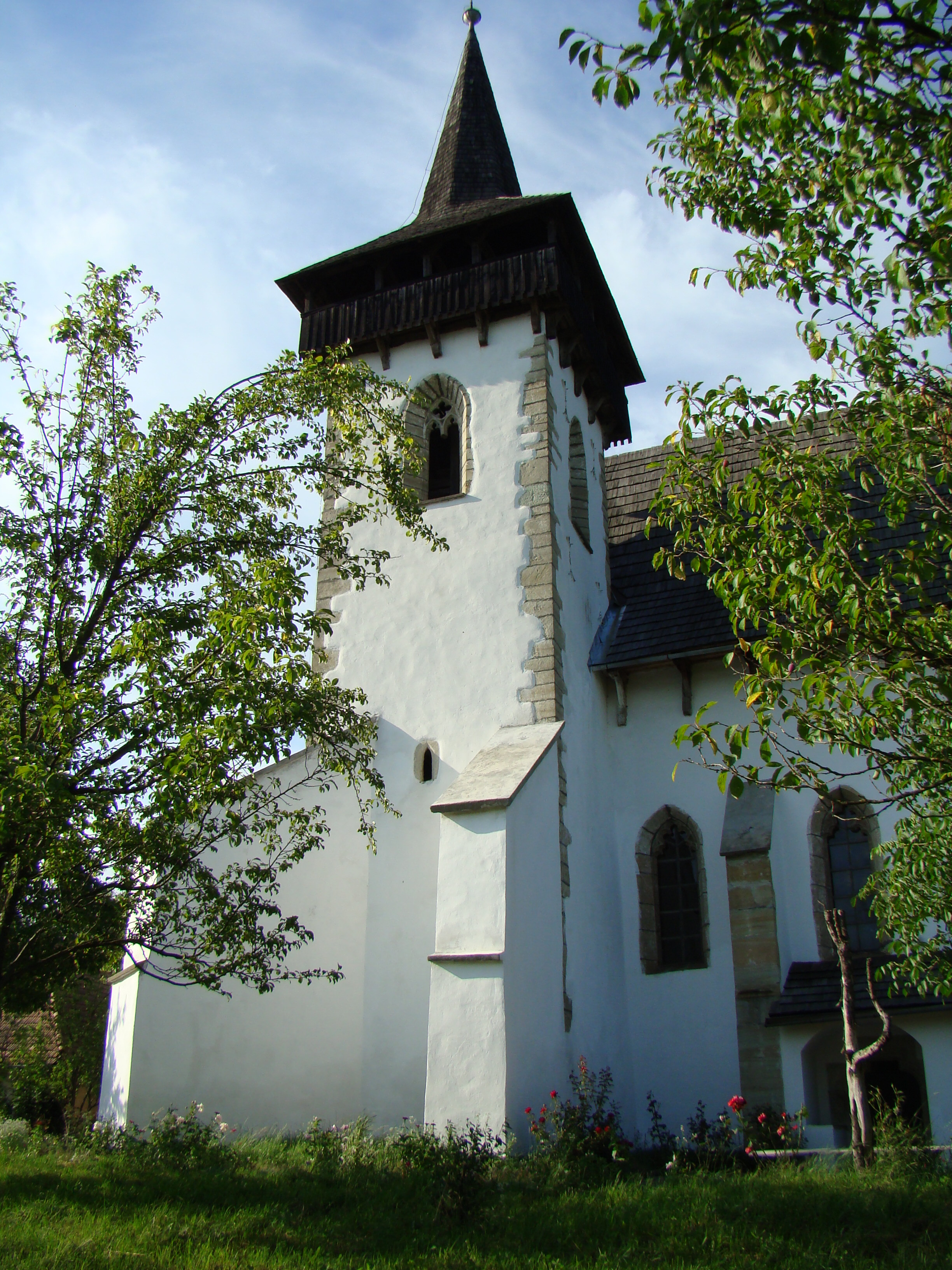
Biserica reformată din Şintereag, sec.XIV
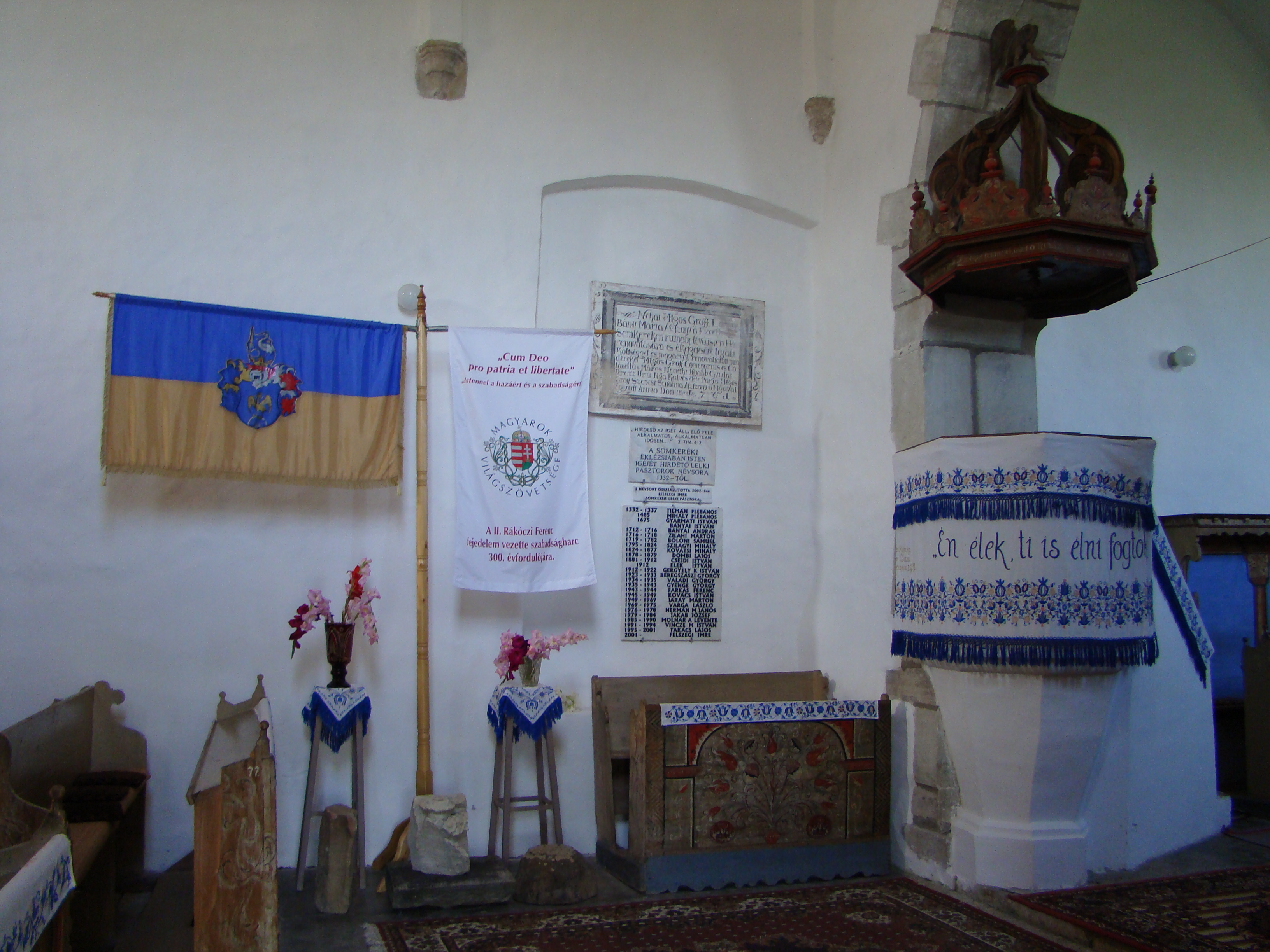
Biserica reformată din Şintereag, sec.XIV
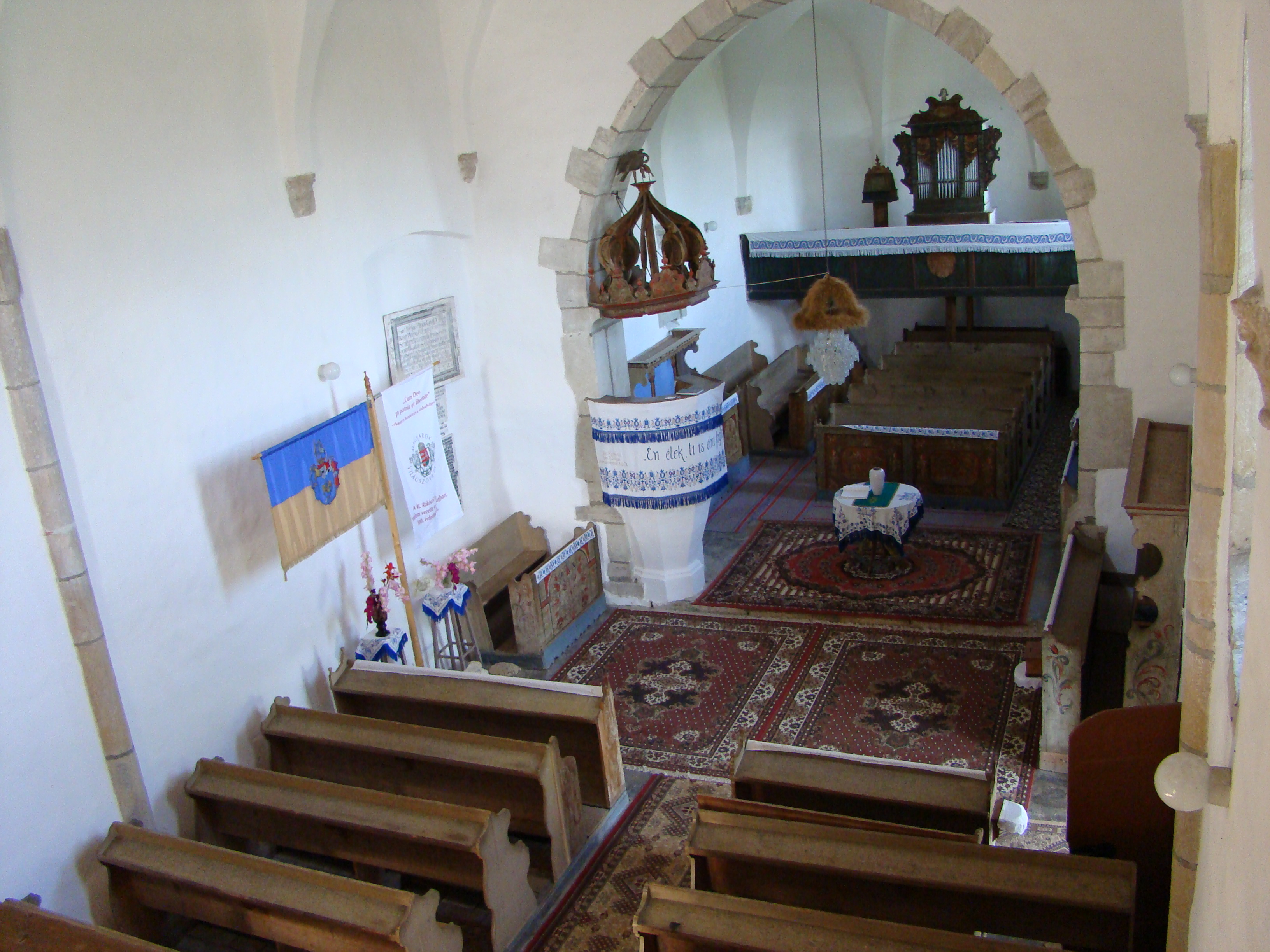
Biserica reformată din Şintereag, sec.XIV
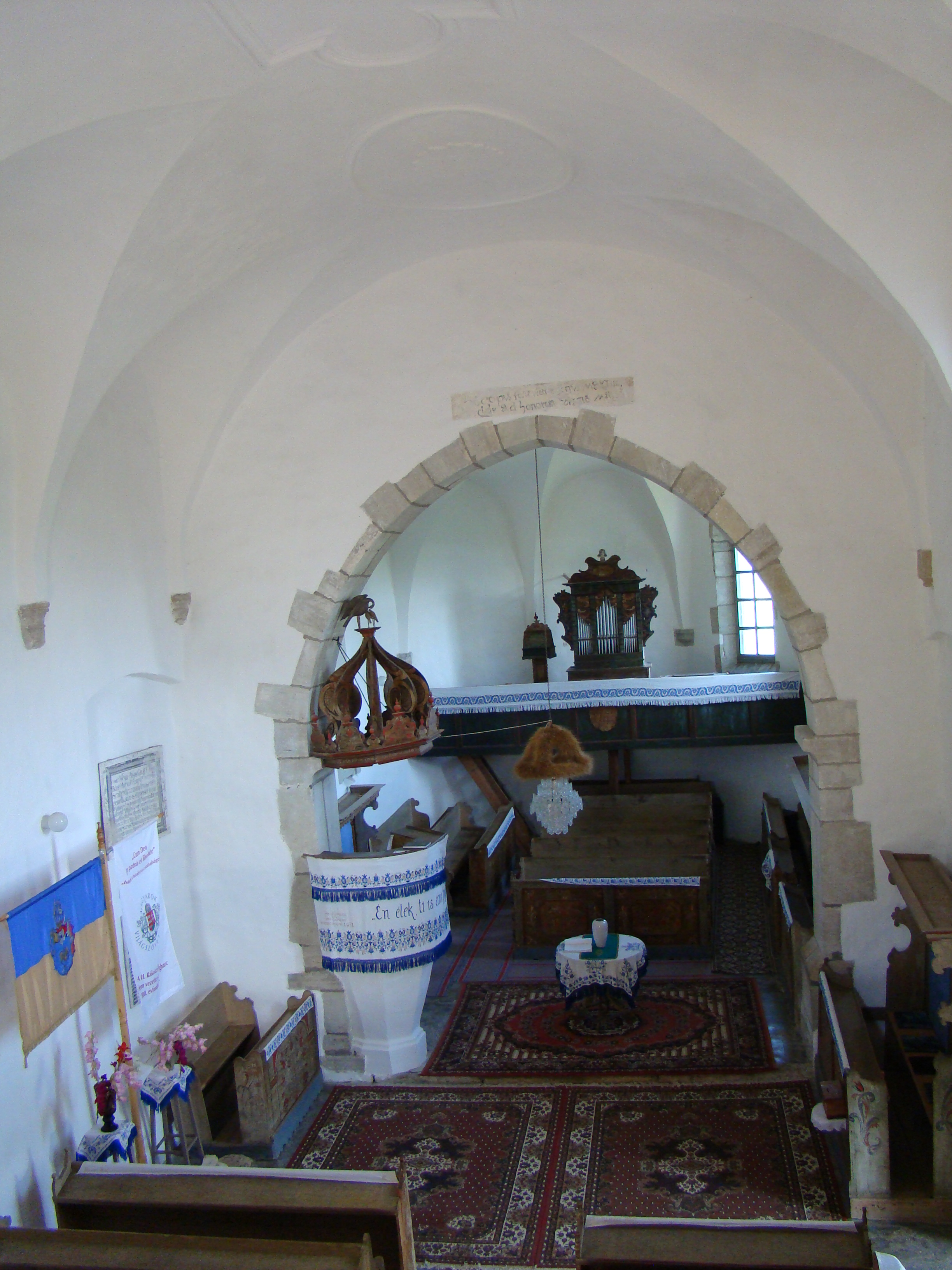
Biserica reformată din Şintereag, sec.XIV
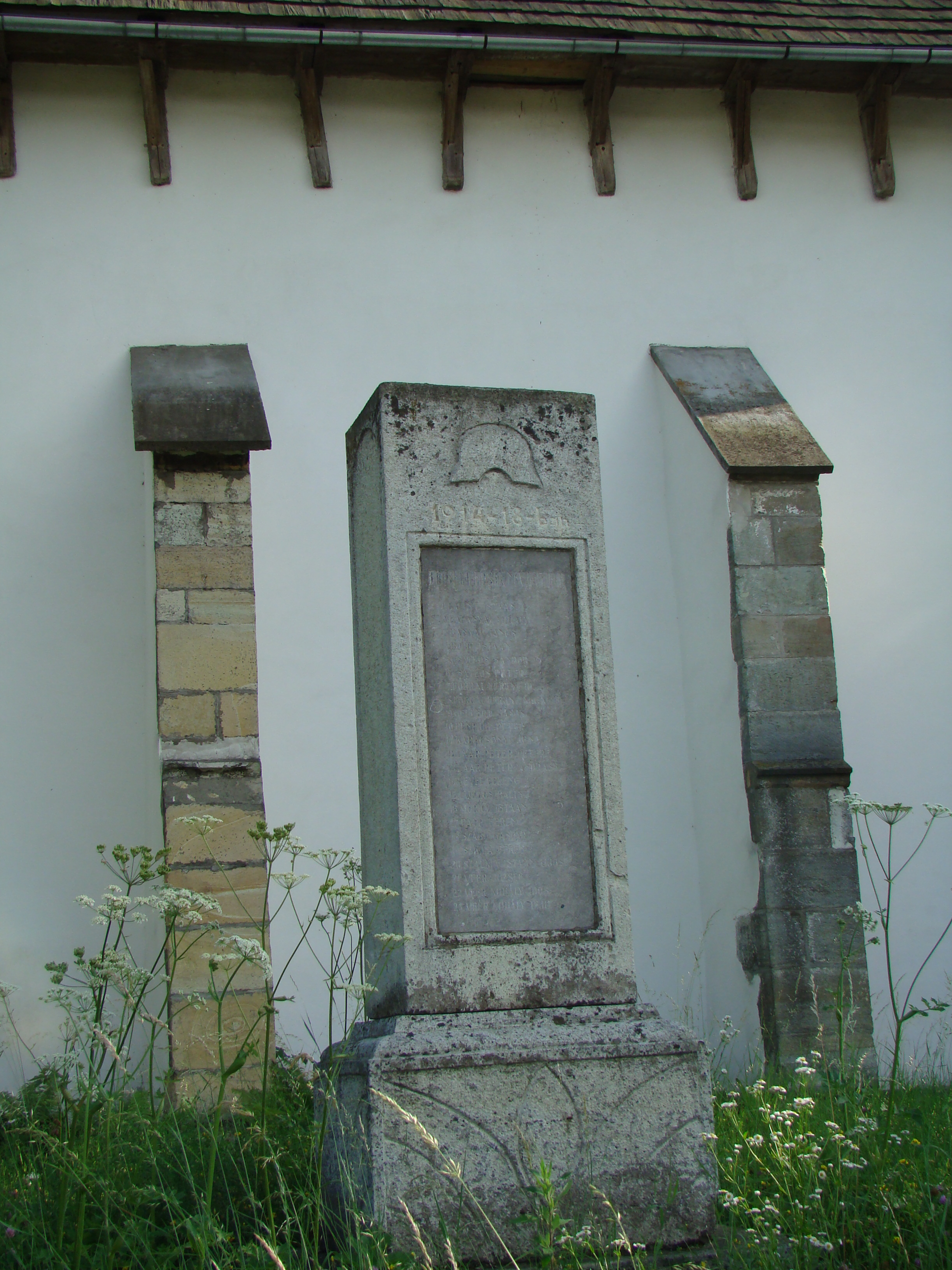
Biserica reformată din Şintereag, sec.XIV
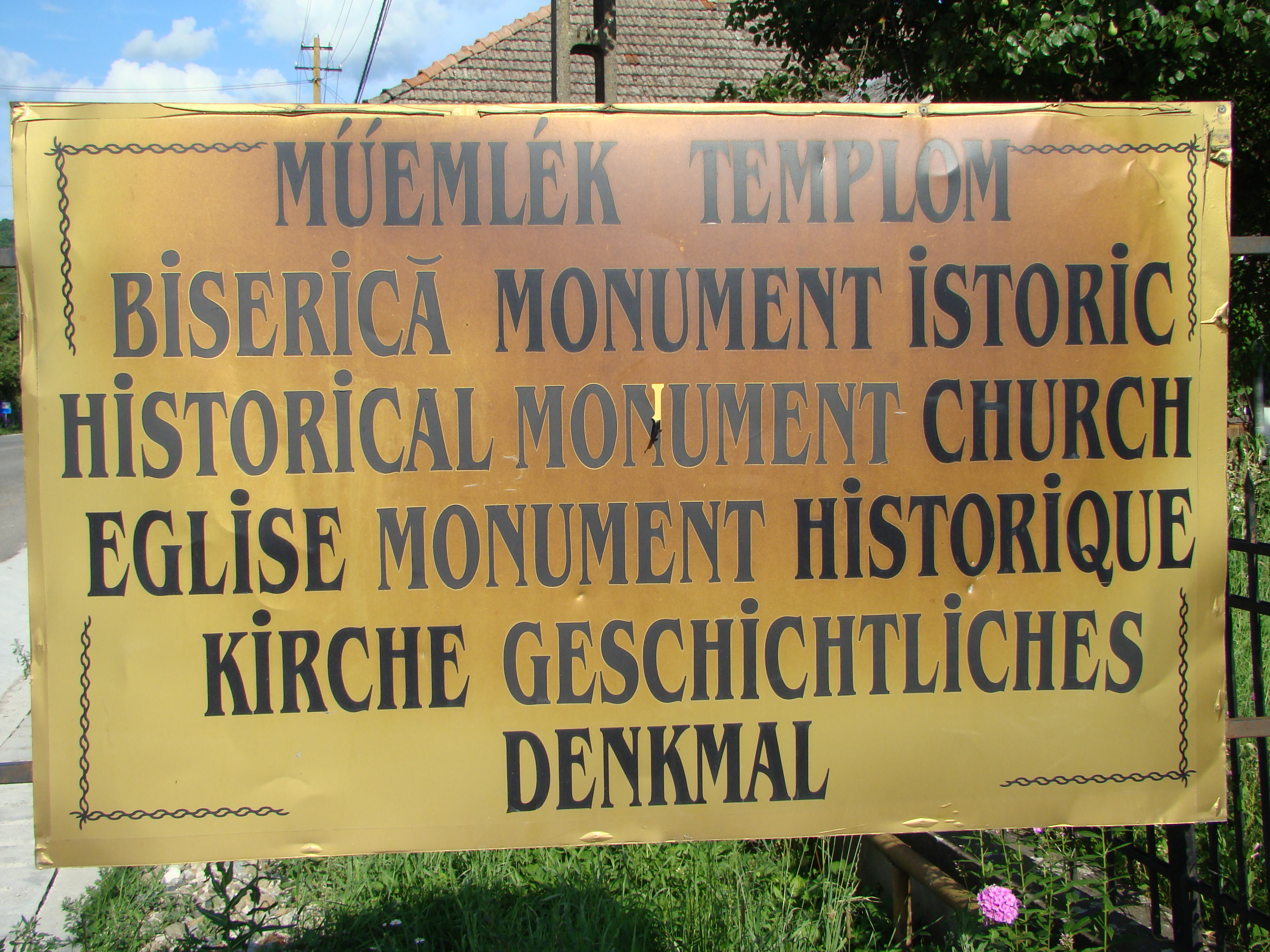
Biserica reformată din Şintereag, sec.XIV
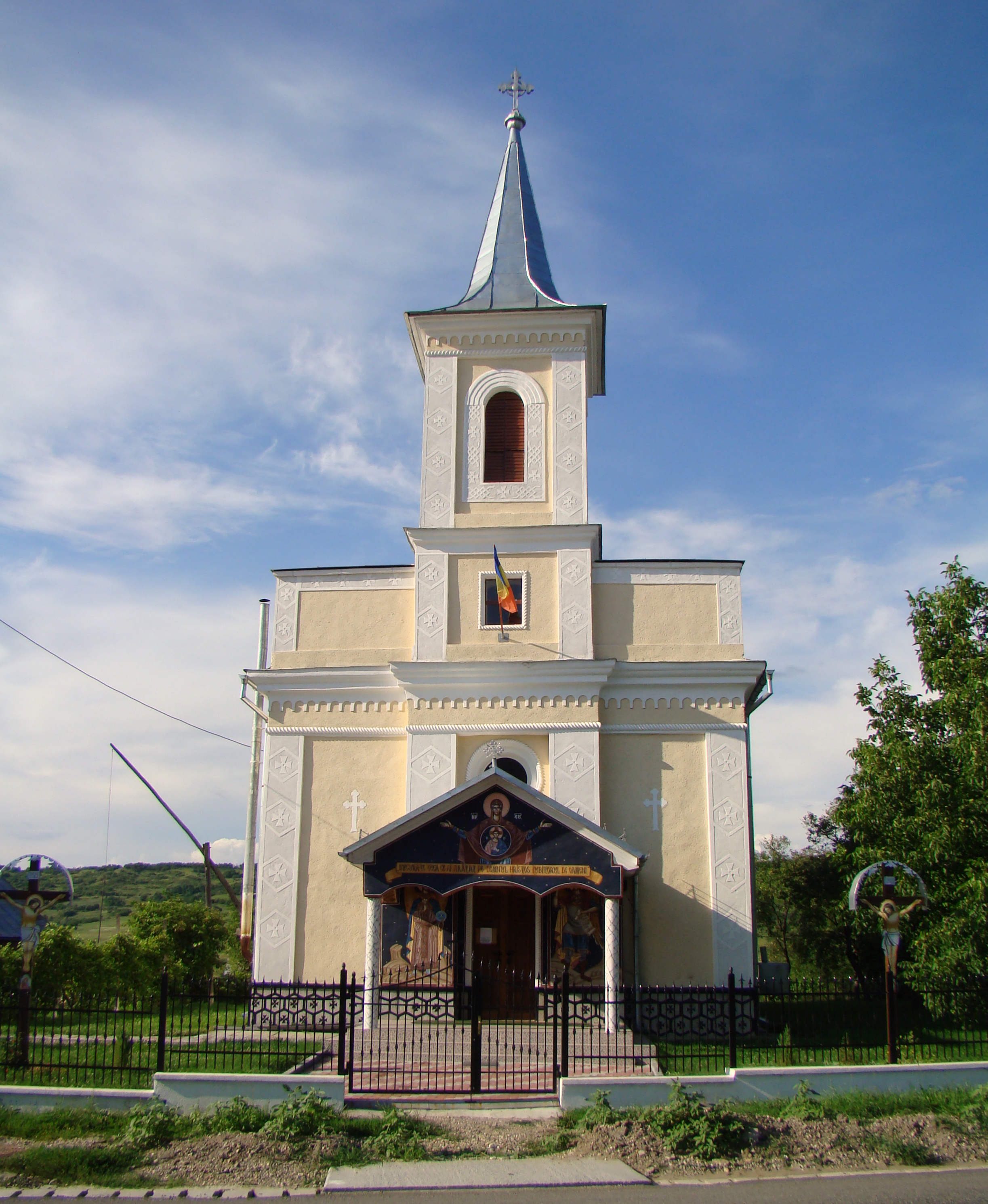
Biserica greco-catolică construită în anul 1894

## Vezi și
- Biserica reformată din Șintereag